# 阿都赤
- 關於元成宗时中书左丞阿都赤，請見「阿都赤 (中书左丞)」。
- 關於15世纪瓦剌人阿都赤，請見「阿都赤 (瓦剌)」。

阿都赤（?—?），元朝诸王，元世祖的孙子，宁王阔阔出的儿子。
至大元年（1308年）三月庚申朔，莊聖皇后和諸王忽禿禿所辖民戶逃散入他郡，元武宗对阿都赤、脫歡降璽書，让他们括索逃户。泰定元年（1324年）七月丙戌，泰定帝賜雲南王王禪鈔二千錠，諸王阿都赤鈔三千錠。泰定三年（1326年）七月辛亥，封阿都赤為綏寧王，賜鈔四千錠，給金印。后来继承父兄的宁王之位。